# Allocosa iturianella
Allocosa iturianella är en spindelart som beskrevs av Roewer 1959. Allocosa iturianella ingår i släktet Allocosa och familjen vargspindlar. Inga underarter finns listade i Catalogue of Life.